# Acción de Desarrollo Nacional
Acción de Desarrollo Nacional (ADN) fue un partido político guatemalteco de derecha, fundado por la exministra de Gobernación Adela de Torrebiarte.
Su existencia fue fugaz, pues la primera elección en la que participó fue, a la vez, la única y la última. El pobre desempeño electoral de ADN lo puso por debajo del umbral de votos requerido por la ley para su supervivencia. El partido fue cancelado definitivamente en 2012.

## Historia
Al término del periodo presidencial de Óscar Berger, Adela de Torrebiarte sale del Gobierno e inicia los trámites en el 2008 para la institución de un nuevo partido político. En febrero de 2009 se llenan los registros para inscribir a Acción de Desarrollo Nacional (ADN) como nuevo partido político y es hasta el 29 de agosto de 2010 que el Tribunal Supremo Electoral aprueba su inscripción como nuevo partido.
Durante la Asamblea General del partido De Torrebiarte es electa como candidata presidencial para participar en las elecciones de 2011 junto al abogado José de Leon Escribano.
El diputado Francisco Contreras, exdiputado de Centro de Acción Social se une al partido, luego busca su reelección. Sin embargo, el partido no ganó ninguna diputación. ADN ocupó el décimo y último lugar de la elección presidencial, con menos del 0,5% del voto popular.
El 4 de mayo de 2012 fue emitida una resolución del Tribunal Supremo Electoral en la cual se especificaba la cancelación de la ficha del partido por no haber alcanzado los requisitos mínimos para su supervivencia: 5 % del total de votos de la elección presidencial y/o un escaño en el Congreso.

## Ideología
La breve existencia de ADN no permitió la consolidación de una ideología clara. No obstante, en su declaración de principios se encuentran postulados que permitirían enmarcar al partido dentro de la derecha en el espectro político tradicional.

### Principios
- Honradez
- Justicia
- Trabajo
- Armonía
- Compromiso

### Metas
- Nación con desarrollo.
- El desarrollo del individuo.
- El planeta y el medio ambiente.
- Unidad familiar.
- Sólidas instituciones privadas y públicas.
- Libre profesión de la fe.

## Candidatos a la Presidencia de Guatemala
| Año electoral | Candidato            | 1.ª vuelta     | 1.ª vuelta  | 2.ª vuelta     | 2.ª vuelta |
| Año electoral | Candidato            | Total de votos | Porcentaje  | Total de votos | Porcentaje |
| ------------- | -------------------- | -------------- | ----------- | -------------- | ---------- |
| 2011          | Adela de Torrebiarte | 19.038         | 0,43% (10°) |                |            |